# المعامير
المعامير : هي إحدى قرى البحرين الصغيرة في مساحتها، الكبيرة بما تحويه من تاريخ وأفعال رجالها السابقين المتميزين بالحكمة، والأخلاق الحميدة، والكرم، ومساعدة أهالي القرى المجاورة. تقع على شارع مجلس التعاون، وهي مقابلة لقرية العكر، وقريبة جداً من خزانات شركة نفط البحرين.
ويوجد في الجهة الشرقية من المعامير ما يُسمى بسيف المعامير وهذا السيف يتراوح عرضه بين 120 و 150 مترا، وطوله يقارب 700 متر، وإذا حسبنا المنطقة الممتدة إلى نهاية الممر المائي فيصل إلى أكثر من 2 كم.

## المعامير الأميرة
الأميرة
هو اللقب الذي توجت به قرية المعامير بعد أن نالت وسام الإبداع والتميز في العديد من المجالات.

## حدود المعامير
الطول:
من قبر الشيخ سهلان شمالاً إلى قبر الشيخ إبراهيم جنوباً.
العرض:
من خزانات النفط شرقاً إلى محطة الرفاع لتوليد الكهرباء غرباً.

## سبب التسمية
هناك روايات حول سبب التسمية، منها أن الاسم أطلق على المنطقة بعد أن عمرها من رحل إليها إليها.
وفي رواية أخرى أن المعامير كان يسكنها واحد اسمه عامر، والنويدرات، وهي قرية مجاورة، كان يسكنها واحد اسمه نادر، ومن هنا جاءت التسميات.
كما أن هناك رواية ثالثة مفادها أن: السكان انحدروا من العكر وهي قرية قديمة، كانت موجودة قبل ظهور قريتي المعامير والنويدرات، فأقام بعضهم قرب رجل يطلق عليه (نويدر) فسميت المنطقة الجديدة باسمه (نويدر) أو (نويدرات)، بينما سكن الآخرون مع رجل اسمه (مير)، وعند التقائهم يسألون بعضهم أين تسكنون؟ فيقولون : (مع مير)، فاختلطت الكلمتان وأصبحت (معامير).

## تاريخ القرية
كان عدد بيوت القرية في تلك الفترة لا يتعدى خمسة عشر بيتاً فقط، وفي كل بيت يقيم مجموعة كبيرة من الرجال والنساء، وكان أهل المعامير يشتهرون في تلك الفترة بصيد الأسماك واستخراج اللؤلؤ.
وكان الأهالي يعملون تحت إمرة نواخذة كبار من نفس القرية، أمثال النوخذة علي بن هلال، والحاج حسين بن عباس، والحاج عبد الله بن عباس، والحاج علي بن متروك الذي توفي في البحر نتيجة غرق القارب الذي يبحر فيه، وكذلك الحاج مدن بن الطيف.

## مخاتير القرية
بعد وفاة المختار غنام، تزعم القرية عبد الله بن عباس وهو أحد كبار النواخذة، وتلاه أخوه رضي بن عباس، وقد كانت القرية تحت إمرة واحدة. وقد عرف رضي بسيطرته على زمام الأمور فيفض النزاعات عند تحاكم السكان عنده. وبعد وفاة رضي جاء أخوه إبراهيم بن عباس فكان أكثر حزما في حل الأمور، وقد عين من طرف حكومة البحرين في عهد حاكم البحرين آنذاك سلمان بن حمد آل خليفة مختاراً رسمياً للقرية. وبعد وفاته تم تعيين حسين بن إبراهيم بن عباس مختاراً للقرية.

## المعامير وشركة النفط
في البداية لم يستفد السكان كثيرا من إنشاء شركة نفط البحرين المحدودة (بابكو)، لكن بعد احتجاجات أهالي القرية بسبب إنشاء جسر يربط بين جزيرة سترة والشركة، والذي كان سيعيق حركة السفن والقوارب الخاصة بأهالي المنطقة، حيث أبدت إدارة الشركة استعدادها لتلبية مطالب السكان، وقد نفذت الشركة بعض الشروط ولم تفي بالأخرى، ومما قامت به الشركة: تزويد البحارة كل على حدة ببرميلي صل، وهو مادة خاصة لدهان القوارب، وتزويد القرية بالماء وذلك بنصب أربع حنفيات ماء في القرية وليس في المنازل، وإعطاء الأولوية لأهالي القرية في التوظيف بالشركة. وإنشاء مدرسة ابتدائية، سميت مدرسة المعامير،

## النمو العمراني في القرية
كما أشرنا سابقا إلى أن عدد بيوت القرية في تلك الفترة لا يتعدى خمسة عشر بيتا فقط, وفي كل بيت يضم مجموعة كبيرة من الرجال والنساء، أما في وقتنا الحاضر فاخذ النمو العمراني في القرية ينمو بشكل متسارع نوعا ما، إذ ما ذهبت إلى القرية تجد البيوت الجديدة والمصممة بأحدث بأساليب المعمار إذ لا يوجد فريج إلا وبه مجموعة كبيرة من البيوت الحديثة.
إلى جانب وجود بعض البنايات الكبيرة حيث تتجاوز الأربع بنايات حيث تجدها مأهولة بالسكان ولعل أهم ما يميز القرية تلك البيوت القديمة التي لا تزال قائمة إلى الآن ويتجاوز عمرها الخمسون عاما على الأقل وأيضا هناك بعض البيوت القديمة التي جددت.

## خصائص السكان العامة
لقرية المعامير ملامح وخصائص عامة لعل أهمها ما يتعلق بالجوانب التالية :
#الملامح الاجتماعية:
كانت الحياة الاجتماعية في الفترة السابقة أي قبل سبعين عاما على الأقل, حياة أبعد ما يمكن وصفها بأنها مترابطة إلى أبعد الحدود حيث تجد العلاقات الاجتماعية بين الأفراد قوية جدا. وتعتبر الأنساب في قرية المعامير متداخلة وذلك نتيجة للتزاوج بين أبناء القرية. ويمكن أن نوصف العلاقة بأن الجار يعرف جاره، وقد تكون هذه الجملة الأخيرة خاطئة نسبيا ولعل تعليل ذلك بأن أهالي القرية يعرفون بعضهم البعض معرفة جيدة ووثيقة كأنما الفرد من أهل الدار وليس مجاور في السكن أو قاطن في القرية.
حيث تجد الأفراد في مختلف المناسبات في الأفراح والأتراح يشاركون فيها كأنما المناسبة عند الجار وليست لديك.
بصفة عامة كانت حياة القرية جميلة وهادئة حيث روح التعاون والإخاء قائمة بين أفرادها، أما في وقتنا الحاضر ومن خلال ملاحظتي وملاحظة الكثيرين من أهالي القرية بأن العلاقات الاجتماعية لا نقول عنها(معدومة) ولا ننكر وجودها لكنها أقل تماسكا عما كانت عليه.
حيث أنك لو سألت رجلا في الأربعين أو الخمسين من عمره عن بيت فلان في القرية سوف تتوقع منه الإجابة بدون تفكير، لكنك إذا توجهت بالسؤال إلى شاب في العشرين فتوقع الإجابة بأنه لا يعرف والسبب في ذلك بان الحياة الآن جذبت الشباب إلى أمور كثيرة تشغلهم عن الالتقاء بالناس والتعرف إليهم وأصبحت في آخر سلم اهتماماتهم.
بشكل عام الحياة الاجتماعية ما زالت موجودة إلى الآن بغض النظر عن تطور العلاقات من السابق إلى الفترة الحالية ومما يؤكد هذا الكلام وجود شكل من اشكال التعاون والتضامن بين أبناء القرية من خلال تأسيس صندوق المعامير الخيري. حيث يقوم هذا الصندوق بمساعدة أهالي القرية المحتاجين سواء المساعدات المادية أو العينية وصولاً بالاحتياجات المدرسية, وإقامة المشروعات التي تعود بالفائدة على أهالي القرية ومن اشكال التضامن الاجتماعي إقامة مشروع الزواج الجماعي.
#الملامح الثقافية:
* ـ المساجد :
كان المسجد ولا يزال منطلقا للتثقيف الإسلامي العام، فالإضافة إلى أنه مكانا للعبادة فإنه جانب مهم في دوره التوعوي حيث يستمع الناس فيه إلى الخطب والمواعظ الدينية في المناسبات. ومن أشهر المساجد في القرية مسجد الإمام علي والذي يضم حوزة الإمام أمير المؤمنين() الدينية ومكتبة عامة برعاية سماحة العلامة الشيخ محمد جعفر آل سعيد، ومسجدالشيخ أحمد، ومسجد الضامن، ومسجد الشيخ علي ومسجد الإمام الرضا ()و جامع المعامير الكبير.
*ـ المآتم :
يوجد في القرية ـ إلى جانب المساجد مأتم تقام فيه ذكرى عاشوراء وهو إلى جانب المسجد مكان تثقيفي حيث تقام فيه الندوات والاحتفالات والمهرجات المختلفة. ومن أشهرها، مأتم فاطمة الزهراء، وجنة الزهراء، ومأتم سيد الشهداء المبني على الطراز الحديث الذي كان بناؤه من إحدى أهم إنجازات سماحة العلامة الشيخ محمد جعفر آل سعيد.
*- نادي المعامير الرياضي والثقافي:
تأسس نادي المعامير الرياضي والثقافي من أجل تقديم الترفيه والأنشطة الرياضية والثقافية لأهالي القرية مع الاستفادة من الطاقة البشرية لأهالي القرية. حيث قام شباب القرية بتأسيس فرقة المعامير الفنية التي قامت بعدد من الأعمال المسرحية والدرامية والتي تمس واقع القرية ومشكلاتها ومنها من طمع طبع، عطية والقدر، عاقبة الوالدين، العجوز، مدينة الفقراء وغيرها.
ويتعاون نادي المعامير مع العديد من الوزارات والمؤسسات من أجل تقديم بعض الفعاليات والأنشطة والتي تعود بالفائدة على أهل القرية. حيث أقيمت مؤخرا ندوة خاصة بكبار السن بالتعاون مع مركز سترة الصحي.
وكذلك الاهتمام بالأنشطة الثقافية والرياضية: ككرة القدم والسلة، والطائرة، ولعبة التنس...إلخ. مع إقامة العديد من المسابقات والدورات الرياضية بين فرق القرية وكذلك مع فرق القرى الأخرى.
*- صندوق المعامير الخيري:
تأسس هذا الصندوق بتصريح من وزارة العمل والشؤون الاجتماعية عام 1994م. ويقوم هذا الصندوق بمساعدة أهالي القرية.
ومن أعماله :
- إقامة العديد من اللقاءات التربوية بين البيت ومدرسة الإمام علي ()
- إقامة حملات بالتبرع بالدم
- إقامة مخيم لمساعدة الشعب الفلسطيني
- إجراء مسابقات ثقافية
- احتفالات باليوم العالمي للمسنين والتدخين........ وغيرها.

## تاريخ التعليم في القرية
بالنسبة للتعليم في هذه القرية تمثل بداية في تعليم القرآن الكريم، و الأحاديث النبوية الشريفة، وبعد ظهور التعليم في البحرين اقتصر التعليم فيها على البنين فقط. وذلك لرفض الآباء والأجداد تعليم البنات في المدارس تمشيا مع عاداتهم وتقاليدهم. ومع مرور الأيام بدأ بعض الآباء بالسماح لبناتهن بالتعليم.
في البداية كان أهل المعامير يتلقون تعليمهم في مدرسة سترة، ولعدم وجود وسائل نقل كان التلاميذ يلتحقون بالمدرسة سيراً على الأقدام، وكان من المعلمين الأوائل محسن العصفور (والد الشيخ محمد محسن العصفور وأحمد الحاج يوسف ومحمد تقي وحميد الشيخ علي وحسن الحاج علي آل أحمد والشيخ علي العصفور.
وحاليا توجد في القرية مدرستان للبنين وتسمى الأولى (مدرسة المعامير) تقع على أطراف القرية تقريبًا والأخرى مدرسة (الإمام علي الابتدائية الإعدادية للبنين) وهي تقع في الجهة الجنوبية للقرية (في داخل القرية)، ويدرس فيها أبناء القرية مع أبناء قرية العكر.
ويوجد في المعامير حوزة دينية تحت اسم حوزة الإمام أمير المؤمنين أسسها سماحة العلامة الشيخ محمد جعفر السعيد وهناك أيضًا مراكز للتعليم الديني كلجنة التدريس وما أشبه ذلك، وهناك أيضًا فرع تابع للمدرسة المنصورية التي أسسها سماحة العلامة الشيخ منصور الستري ويقع في مسجد الشيخ أحمد وفيه يدرّس القرآن الكريم بالتجويد.

## الملامح الاقتصادية
```
وكان أهل المعامير يشتهرون في تلك الفترة بصيد الأسماك واستخراج اللؤلؤ.وكان الأهالي يعلمون تحت أمرة نواخذة كبار من نفس القرية، ومن هؤلاء النواخذة:
```

علي بن هلال، والحاج حسين ين عباس، والحاج عبد الله بن عباس والحاج علي بن متروك الذي توفي في البحر نتيجة غرق القارب الذي كان يبحر فيه، وكذلك الحاج مدن بن الطيف.
ومن المهن القديمة هي صناعة القراقير (شباك لصيد السمك). وتعتبر مهنة صيد الأسماك من المهن القديمة والتي لا زال أهالي القرية يمارسونها بل ويعتمد البعض عليها في قوت حياته اليومية.
أما في الفترة الحالية، فتنوعت المهن والأعمال، فتجد الطبيب والمدرس والمهندس. والحالة المادية للأفراد جيدة نوعا ما، لكن مهنة صيد الأسماك لا زالت موجودة إلى الآن في بعض بيوت القرية ويعمل فيها شباب.

## أهم الخدمات المتوفرة القرية
وجود الخدمات بشكل عام ضروري لكل مكان على وجه الأرض، فبها يستطيع الناس تسيير حياتهم بشكل سهل وميسر، ولذلك سوف أتناول بعض للخدمات المتوفرة في القرية :
الخدمات التعليمية :
كما أشرنا سابقا إلى وجود مدرستان في القرية للتعليم البنين وهما مدرستا المعامير والإمام علي للتعليم الابتدائي والإعدادي. وأما بالنسبة للفتيات فتوجد مدرسة في منطقة النويدرات ويمكن الوصول خلال عشر دقائق فقط، بالإضافة إلى المراكز الدينية التي ذكرناها.
الخدمات الصحية:
بالنسبة إلى القطاع الصحي فإنه لا يوجد في القرية مركز صحي، لكن باستطاعة الأهالي الذهاب إلى مركز (سترة) الصحي حيث يمكن الوصول في غضون العشر دقائق، كما تم افتتاح مركز أحمد كانو الصحي في النويدرات مؤخرًا وتم تحويل أهالي القرية عليه.
الأسواق :
يوجد في القرية الكثير من المحلات والدكاكين التي تبيع مختلف السلع والمنتجات حيث أنها لا تختلف كثيرا عن السلع والمنتجات الموجودة في المحلات الكبيرة للمدينة.
يوجد في ناحية من القرية منطقة تسمى ب (الدكاكين) وهي عبارة عن محلات أو دكاكين صغيرة نسبيا تباع فيها كل أنواع السلع ما عدا الملابس وهو مكان مقتصر على الرجال فقط ويعتبر مكانا هام للالتقاء بين أبناء القرية.
كما توجد في مدخل القرية بعض المطاعم ومحلات لبيع الملابس.

## الحياة الفطرية
وعندما نتحدث عن الحياة الفطرية في سيف المعامير فنذكر ما يحويه هذا السيف من الطيور والأسماك والحياة الفطرية. ومنها ما يأتي:
أولا: أشجار القرم:
توجد هذه الأشجار في منطقة رأس سند التي تعتبر محمية طبيعية والتي صدرت لحفظها الكثير من القوانين، وتوجد كذلك في الجزء الشمالي من ساحل المعامير بشكل بسيط جدا بسبب الردم الذي طال هذه المنطقة، وهذه الأشجار تساعد على إيجاد بيئة مناسبة للكائنات الفطرية والثروة السمكية ما يجعل هذه المنطقة مركزا لتبايض الأسماك. وتستفيد الطيور من هذه الأشجار إذ تعتبر مأوى لها.
ثانيا: الطيور النادرة:
يوجد في سيف المعامير الكثير من الطيور النادرة التي تضفي على مياه السيف منظرا جميلا يضفي على الحياة مذاقا، يتجلى ذلك في لونها الأخاذ وحركاتها المتناغمة، ومن هذه الطيور الفلامنكو والبلشون واللوه والنورس.
ثالثا: السياحة البيئية والتنزه:
تعتبر السياحة البيئية إحدى مصادر الدخل التي تسعى المملكة إلى تحقيقها من خلال الاهتمام بالبيئة والحياة الفطرية في البحرين والتي منها محمية العرين إذ توليها اهتماما كبيرا من حيث الدعم والخدمات التي تقدمها إليها، بينما تبقى الكثير من المناطق الجميلة وتحوي حياة فطرية بعيدة عن الحماية، مثل خليج توبلي وسيف المعامير وغيرهما من سواحل المملكة. ولا ننسى الفائدة الكبيرة من صيانة هذه الأماكن إذ ستكون متنفسا للسكان ومصدر جذب للسياحة في أرضنا الغالية.
رابعا: الثروة السمكية:
كان سيف المعامير مليئا بالثروة السمكية والروبيان إذ تعتبر ثروة لهذا الوطن ومصدر رزق لسكان هذه الجزر. لكن لعبت عدة عوامل في تدمير الثروة السمكية، منها الصيد الجائر، التلوث، والردم العشوائي الذي لا يعي أهمية هذه الثروة التي أخذت تشح، وقد اختفت بعض الأسماك من مياهنا الإقليمية.
كان الأهالي يسترزقون منه ويقتاتون عليه إلى أن وصل التدمير وتلويث البحر إلى حد أدى إلى فرار الأسماك منه، وخصوصا إذا عرفنا أن عمق مياه سيف المعامير حاليا لا تتعدى نصف متر، وذلك بسبب ما ترسبه مياه المجاري وصرف غسل الرمال التي تصب في خليج توبلي وجزء من سيف المعامير.

## أهم المشكلات التي تواجه القرية
قرية المعامير مثلها مثل أي قرية تعاني من العديد من المشاكل المهمة المتمثلة فيما يلي:
• مشكلة الردم العشوائي:
والذي طال جميع سواحل المملكة بدعوى التطور والتحضر والمدنية وطال سيف المعامير والذي يعتبر بيئة لنوع من أنواع الحياة الفطرية.
• إن المنطقة الوسطى تحتل نصيب الأسد من نسبة التلوث بالمملكة وخصوصا قرية المعامير حيث تعاني من الوضع البيئي المتدهور وسببه التلوث الناتج من بعض المصانع المجاورة وما تنتجه من غازات وأدخنة وروائح وغيرها. حيث أن المعامير تحاط بمصانع مختلفة أهمها شركة نفط البحرين ومولدات الكهرباء ومصنع ألمنيوم البحرين ومصنع الخليج للبتر وكيماويات هذا إلى جانب المصانع المنتشرة في المنطقة التي تنتج مواد الأبنية كالخرسانة والطوب وغيرها، علاوة على ذلك حظائر المواشي والأغنام التي تقبع هي الأخرى إلى جانب المصانع وتزداد رائحة مخلفات نزلائها في فصل الصيف نتيجة لسرعة التحلل مع ارتفاع الحرارة. 
الغازات الملوثة:
```
التي تعرضت لها المنطقة تؤدي لحرقة وصعوبة في التنفس والتي تؤدي إلى السعال ما ينتج عنها أمراض أخرى إذا تعرض لها الإنسان فترات أطول. ومن هذه الغازات غاز اليوريا وغاز كبريتيد الهيدروجين.
```

كثرة الحوادث التي تكون أغلبها عند الشارع الرئيسي لمدخل المعامير والتي تنتج من سرعة السائقين. وللعلم فإن هذا الشارع يربط بين العديد من القرى المجاورة.
سأتناول مشكلة التلوث بشيء من التفصيل، لأنها تعتبر من المشاكل المحورية التي تعاني منها القرية. هذا مما حذا بالبعض بتسميتها بـ (القرية المنكوبة). وبذلت مجموعة من الجهود والمحاولات للحد من هذه المشكلة من قبل مجموعة من المهتمين بهذه القضية وعلى رأسهم صندوق المعامير الخيري ونائب المنطقة الوسطى وما زالت الجهود متواصلة لإيجاد حلول مناسبة.

## قرية المعامير والتلوث
قرية المعامير المطلة على ساحل جزيرة سترة، محاطة بحلقات من التلوث. إذ أنها محاطة بمجموعة من المصانع المختلفة منها: شركة نفط البحرين ومحطة توليد الكهرباء ومصنع ألمنيوم البحرين ومصنع الخليج للبتروكيماويات إضافة إلى مصانع مواد البناء وكذا حظائر المواشي.
مما يسبب انتشار الروائح الكريهة الشيء الذي أثر سلبا على الساكنة.

## وصلات خارجية
http://www.maameer.org/vb
http://www.maameerna.org/vb
http://www.jasblog.com/wp